# 忒修斯

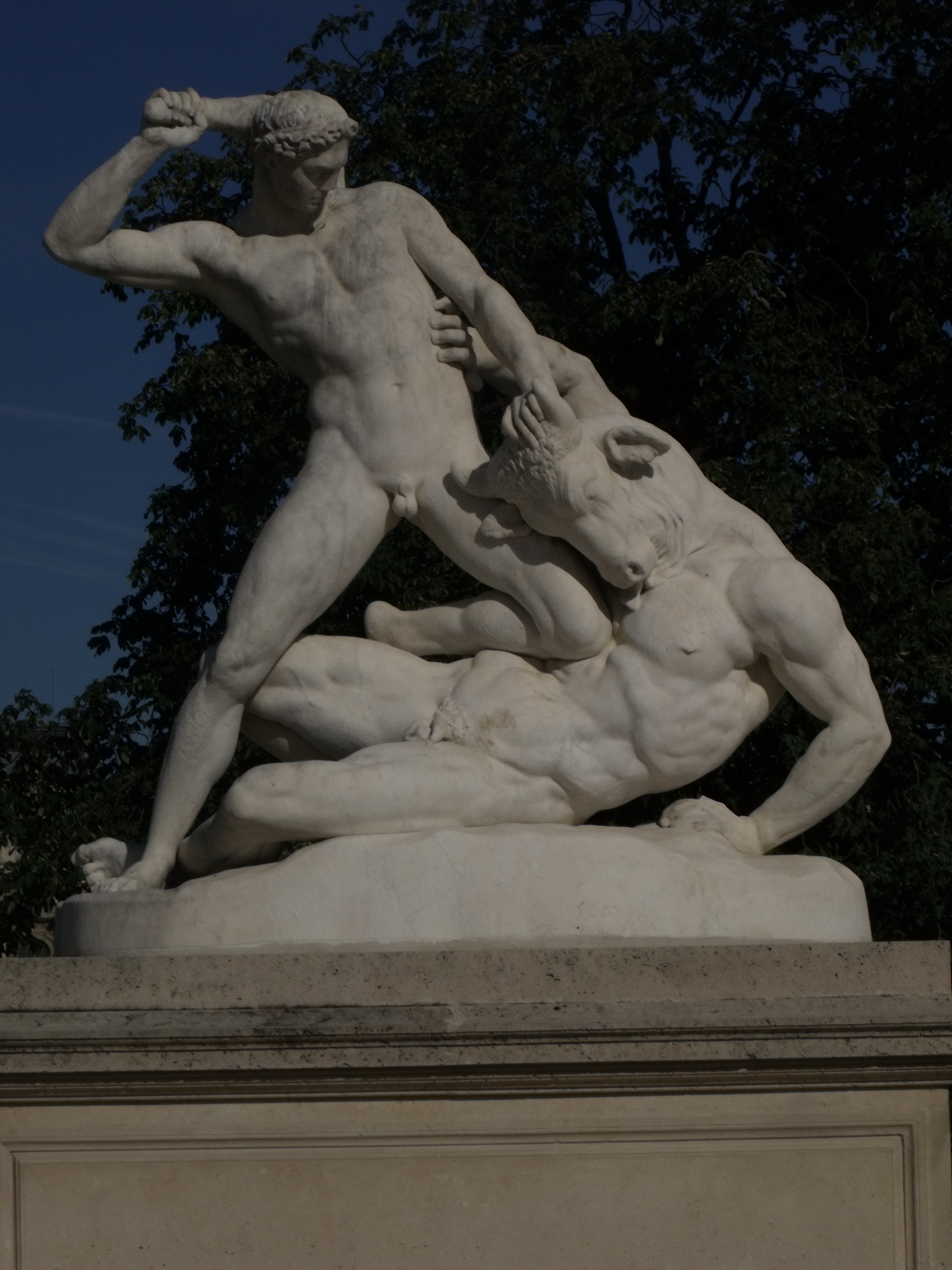
上方男子忒修斯

忒修斯（羅馬化：Thēseus），又译作特修斯、提修斯、泰修斯、鐵修斯、翟修斯等，傳說中的雅典國王。纪德的长篇小说《忒修斯》即以其为主人公。他的事迹主要有：翦除許多著名的强盗；解开米诺斯的迷宫，并战胜弥诺陶洛斯；和希波吕忒结婚；劫持海伦，试图劫持冥王黑帝斯（罗马神话作“普路托”）的妻子波瑟芬妮——因此被扣留在冥界，后来被海克力斯救出。据说其在位期间（约公元前9世纪－公元前8世纪，一说为公元前13世纪中叶）进行了改革，主要完成了两件事：一、把4个阿提卡部落联合成为一个阿提卡国家，建造了雅典卫城，设立了唯一的公共议事会厅，定国名为雅典。二、把全体居民分为贵族、农民、手工业者3个等级。
“提修斯改革”实际上反映了雅典国家形成的历史背景。分散的氏族部落公社的管理机构变为统一的公共权利机关，即雅典国家；按血缘关系结成氏族部落的原则，变为按地区组织与划分管辖居民的原则。提修斯由此成为传统上认为的雅典国家的创立者。

## 出身
忒修斯是雅典國王埃勾斯的兒子，他的先祖可以追溯到埃里克托尼俄斯，火神赫菲斯托斯之子。忒修斯的母親是埃特拉，特里津國王皮透斯的女儿。傳說在新婚之夜，埃特拉去小岛Sphairia与海神波塞頓同眠。由此，忒修斯有两个父亲：海神波塞頓与凡人埃勾斯（这种现象在希腊英雄中是很普遍的）。
埃勾斯回雅典之前将自己的武器埋在了一块巨石之下，他告诉埃特拉，当孩子长大之后，让他移动巨石、取出武器。之后，埃勾斯在雅典又娶了刚刚逃离科林斯的美狄亚（她杀死了自己与伊阿宋所生的孩子）。
忒修斯则与母亲生活在一起，他长大后取出了父亲留下的武器，母亲让他去雅典找父亲埃勾斯。忒修斯可以选择安全的海路，但是他选择了危险的陆路，一路上打败了很多恶名昭著的强盗，包括「舞棍手」佩里弗特斯、「扳樹賊」辛尼斯、克羅米翁野豬斐亚、斯喀戎、刻耳庫翁、「鐵床匪」普洛克路斯忒斯。

## 美狄亚与马拉松野牛
忒修斯来到雅典，并没有马上说出自己的身份。但埃勾斯的妻子美狄亚认出了他，她不希望忒修斯从自己的儿子手中夺取继承权，就要求忒修斯猎取马拉松野牛。
去马拉松的路上，忒修斯在老妇赫卡勒的小屋躲避风暴，赫卡勒向宙斯祈愿只要忒修斯捉到公牛，她就会奉上牺牲。忒修斯捉到公牛后，回到赫卡勒的小屋，却发现老妇人已经死了。后来，忒修斯为了纪念她，将阿提卡的一个村社命名为赫卡勒。
忒修斯回到雅典将公牛献祭，美狄亚将一杯毒酒递给他，就在最后关头，埃勾斯认出了忒修斯所佩的武器、将毒酒打翻。父子终于相认了。

## 米诺斯迷宫

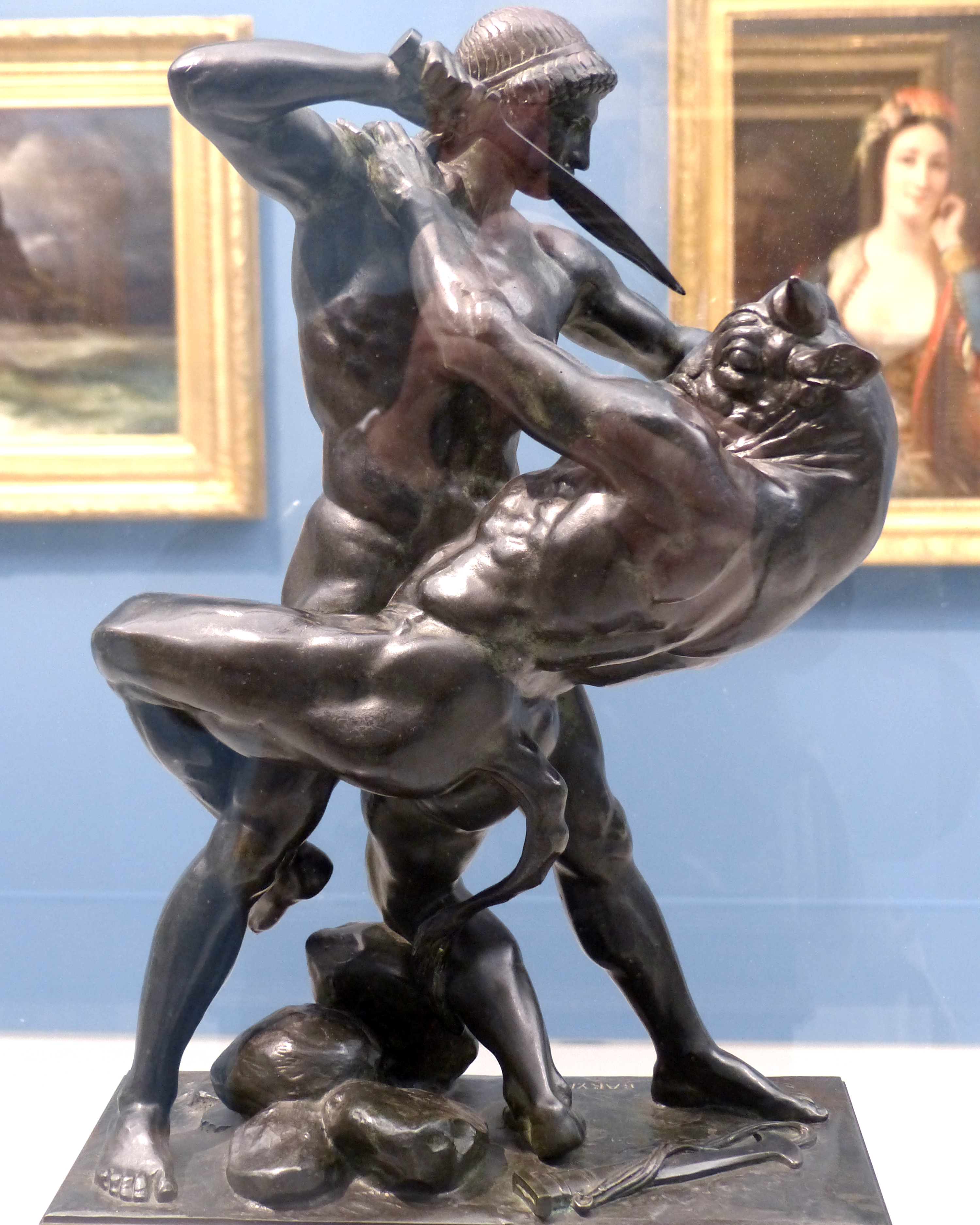
正在和米诺陶洛斯戰鬥的忒修斯

克里特岛国王米诺斯在战争中打败过雅典。他要求雅典人每九年（亦传每年）奉祭七名少年七名少女给怪物米诺陶洛斯。轮到第三次奉祭时，忒修斯自告奋勇要去杀死那个怪物。他和父亲埃勾斯约定，当他的船回航时若成功则挂白帆。
在克里特，米诺斯的女儿阿里阿德涅爱上了忒修斯，她给了他一个线团，以便他在迷宫中标记退路。忒修斯杀死了米诺陶带领其他雅典人逃离了迷宫，他还带走了阿里阿德涅，但在回航路上將她丟在在纳克索斯岛，所幸酒神戴奧尼索斯憐憫她，娶她為妻．阿里阿德涅诅咒了忒修斯，他忘记挂上白帆，埃勾斯以为忒修斯失败身亡，悲痛之下堕下海岸而死，从此这片海域就被称为爱琴海。另一种说法是忒修斯被戴奧尼索斯胁迫，将阿里阿德涅遗弃，沮丧之余忘记了挂白帆。
忒修斯回航所乘的船据说在雅典保留了很多年，木头朽毁后不断修补替换，后来人们常把部分替换后主体是否仍然保留的哲学命题称为忒修斯之船。
这段故事三千年来在欧洲被广泛传诵多次改编。阿里阿德涅的线（Ariadne's thread）、忒修斯之船（Ship of Theseus）等成为常用的典故，亦在逻辑学、哲学中成为专用的术语。

## 皮里托奧斯与冥府的冒险
皮里托奧斯（Pirithous）是忒修斯最好的朋友。他久闻忒修斯的大名，为了证实其人的勇气和力量名不虚传，皮里托奧斯偷走了忒修斯的马拉松牛群。忒修斯追来后两人缠斗起来，在搏斗中不禁互相折服惺惺相惜，成为了挚友。
两人曾发誓都要娶到宙斯的女儿为妻。忒修斯选择了海伦，两人成功的绑架了她，只等她成人即可成婚；皮里托奧斯选择了珀耳塞福涅，于是两人又出发去冥府（珀耳塞福涅是冥王黑帝斯的妻子）。哈底斯假意设宴欢迎他们，等他们一坐下就派出毒蛇紧紧缠住了两人的脚（一说他们的腿被地面长出的石头固定住了）。直到后来，另一位英雄海格克力斯做第十二项任务来到冥府，才解救了被困的忒修斯，但是当他试图释放皮里托奧斯时，大地却震动起来。于是皮里托奧斯被永远留在在了冥府。据说雅典人的大腿较细，就是因为忒修斯被解救时腿被夹住扯下了一些皮肉。

## 淮德拉与希波呂托斯
希波吕托斯是忒修斯与亚马逊女王安提俄珀（Antiope，一说希波吕忒）之子。淮德拉是忒修斯后来的妻子、阿里阿德涅的妹妹、希波吕托斯的继母，与忒修斯生得摩丰和阿卡瑪斯。希波吕托斯轻视阿佛洛狄忒而尊崇阿耳忒弥斯，于是阿芙罗狄忒为了惩罚他，让淮德拉爱上了继子。希波吕托斯拒绝了淮德拉的示爱。于是淮德拉对忒修斯说希波吕托斯强奸了自己然后上吊自杀。忒修斯信以为真，动用了波塞冬许诺给他的三个愿望之一诅咒自己的儿子。希波吕托斯骑的马为海怪所惊、跌坠而亡。后来阿耳忒弥斯告诉了忒修斯真相，并发誓要报复阿芙罗狄忒的追随者。有的版本中，忒修斯亲手杀死了自己的儿子，有的称淮德拉并未自杀，也有的称希波吕托斯的马是被狄俄倪索斯的牛所惊。
后来希波吕托斯被神化了，即将出嫁的女子常将自己的头发献祭给他以求阿芙罗狄忒保佑。据说药神阿斯克勒庇俄斯将希波吕托斯救活，他之后生活在阿提卡附近的圣林中。

## 其他
忒修斯帮助过俄狄浦斯，也帮助过阿德拉斯托斯埋葬攻打忒拜的七勇者。后来，忒修斯在雅典失势，斯基羅斯島的呂科墨得斯（Lycomedes）将他摔下了悬崖。前475年，根据一个神谕，雅典的客蒙（Cimon）征服了斯基羅斯島，并找到了忒修斯的遗骸："棺木中躺着巨大的尸骸，身边有铜矛头和剑。"（据普魯塔克的《客蒙传》）
雅典所在的阿提卡有4个部落，每个部落有3个胞族，每个胞族有30个氏族。各部落彼此独立，后来由于阶级分化和外来移民，一些贫困的氏族成员被排斥在氏族之外，居民杂居，秩序混乱。在这种情形下，出现了传说中的忒修斯改革。根据考古材料和学者们的意见，忒修斯改革的时间约为公元前9世纪后期，改革的内容主要是：1、以雅典为核心，设立了中央议事会和行政机构，废除了先前各城镇和各部落的议事会和行政机构。2、把阿提卡的公民分为贵族、农民和手工业者3个等级，规定只有贵族才能担任官职。忒修斯的改革使古老的氏族制度遭到破坏，是雅典国家萌芽的标志。他的改革也造成了贵族专权，1年1任的9名执政官全由贵族担任，贵族垄断了宗教、军事、行政、司法等一切大权。贵族还在经济上对平民进行残酷剥削，通过发放以人身为抵押的高利贷，使许多雅典平民沦为债务奴隶。平民与贵族的矛盾激化。